# Freck langsam
Freck langsam - Der Heilige Rock unterm Hammer ist eine No-Budget-Gangsterkomödie aus dem Jahr 2010. Der Film spielt in Trier, die Darsteller sprechen Trierer Platt.
Der Titel bedeutet "stirb langsam" im Trierer Platt, eine Anspielung an den Actionklassiker Stirb langsam.

## Entstehung
Die Idee zu dem Film hatten die Trierer Feuerwehrmänner Michael Schu und Jürgen Becker im Jahr 2009. Ursprünglich als etwa zehnminütiger Kurzfilm geplant, konnte das Projekt durch die Unterstützung lokaler Institutionen und Firmen aufwendiger realisiert werden. Insgesamt wirkten mehr als 70 Darsteller ohne Gage an dem Film mit, die Produktionszeit belief sich schließlich auf anderthalb Jahre und mehr als 400 Drehstunden. Im April 2010 wurde ein Trailer auf YouTube veröffentlicht, die Premiere des fertigen Films fand am 15. Oktober vor 1200 Zuschauern in der Europahalle Trier statt. Anschließend wurde der Film ab dem 21. Oktober im Broadway-Kino in Trier gezeigt. Hier erreichte er innerhalb von nur drei Wochen eine Zuschauerzahl von 7000. Damit lag er zu diesem Zeitpunkt in der Fünf-Jahres-Besucherstatistik des Trierer Kinos noch vor der Harry-Potter-Verfilmung auf dem zweiten Gesamtrang. Am 9. Dezember 2010 erschien der Film zunächst in einer Auflage von 5.000 Stück auf DVD. Anschließend wurden bei einer Gesamtauflage von 23.000 DVDs bis Ende Januar 2011 bereits 16.000 DVDs verkauft.
2017 entstand – ebenfalls unter der Regie von Michael Schu und Jürgen Becker – ein weiterer Film der Reihe auf Trier-Platt: City Royale: Wei is Pillo. Dieser baut nicht auf die Handlung von Freck langsam auf, ist jedoch ähnlich konzipiert, sodass sich viele der Schauspieler und Drehorte in diesem zweiten Film wiederfinden lassen.

## Handlung
Der Trierer „Abschaum-Boss“ entwickelt einen Plan, den Heiligen Rock von einem Dieb aus dem Trierer Dom stehlen zu lassen und die Reliquie meistbietend an die Mafia zu versteigern. Ein trotteliger Polizist und dessen korrupter Vorgesetzter wollen das verhindern. In einer Kiesgrube kommt es schließlich zum Showdown.